# Camille Langevin
Camille Langevin, né à Bordeaux en 1843 et mort à Paris en 1913, est une personnalité de la Commune de Paris.

## Présentation
Tourneur sur métaux, il organise le syndicat des mécaniciens (1868), la Chambre fédérale des Sociétés ouvrières (1869). Il est membre de l'Association internationale des travailleurs et fondateur du Cercle d'études sociales. En juillet 1870, lors du 3e procès de l'Internationale, il est condamné à deux mois de prison. 
Il participe aux soulèvements de 31 octobre 1870 et du 22 janvier 1871, contre le Gouvernement de la Défense nationale. Il se présente vainement comme candidat socialiste-révolutionnaire aux élections du 8 février 1871 pour l'Assemblée nationale. Le 26 mars 1871, il est élu au Conseil de la Commune par le XVe arrondissement, il siège à la commission de la Justice. Il vote pour la création du Comité de Salut public. Après la Semaine sanglante, il est condamné à la déportation dans une enceinte fortifiée ; mais il est réfugié en Alsace (désormais allemande) où il fonde avec un autre communard Augustin Avrial une société de constructions mécaniques. Il est expulsé vers Londres en 1876. Il rentre en France après l'amnistie de 1880. Il milite alors pour la création de coopératives ouvrières de production.

### Notices biographiques
- Jules Clère, Les hommes de la Commune : Biographie complète de tous ses membres, Paris, Libraire-éditeur É. Dentu, 1871, xiv-195, 1 vol. in-18 (OCLC 457798492, lire en ligne sur Gallica), p. 101-103
- Paul Delion, Les membres de la Commune et du Comité central, Paris, A. Lemerre éditeur, août 1871, 446 p. (lire en ligne sur Gallica), p. 120-122
- Bernard Noël, Dictionnaire de la Commune, Coaraze, L'Amourier éditions, coll. « Bio », avril 2021 (1re éd. 1971), 799 p. (ISBN 978-2-36418-060-4, ISSN 2259-6976, présentation en ligne), p. 481-482
- « Notice Langevin Camille [Langevin Pierre, Camille] », sur maitron.fr, Le Maitron, dictionnaire bibliographique du mouvement ouvrier et du mouvement social, Association Les Amis du Maitron (consulté le 9 août 2021)